# Simcha Erlich
Simcha Erlich (hebrejsky: שמחה ארליך‎, 15. prosince 1915 – 19. června 1983) byl izraelský politik. Byl předsedou Liberální strany a ministrem financí ve vládě Menachema Begina. Je známý svými snahami liberalizovat izraelskou ekonomiku.

## Biografie
Erlich se narodil v roce 1915 v Polsku a byl členem mládežnického hnutí Všeobecných sionistů. Aliju do mandátní Palestiny podnikl v roce 1938 a poté pracoval jako rolník v Nes Cijoně. Po založení státu vstoupil do Liberální strany. V roce 1955 byl zvolen do telavivské městské rady. Studoval optiku a založil továrnu na výrobu čoček. V roce 1969 opustil městskou radu a byl zvolen do Knesetu.
Po volbách do Knesetu v roce 1977 byl jmenován ministrem financí a vicepremiérem. Z pozice ministra financí se v Izraeli pokoušel vyvolat ekonomickou revoluci zrušením devizových předpisů a cestovních daní, stejně jako zlevněním dováženého zboží. Brzy se však ukázalo, že izraelská ekonomika na tuto radikální změnu nebyla připravena, jak bylo patrné z následného zhoršení platební bilance, zvýšení objemu importovaného zboží a prudkého nárůstu míry inflace. V důsledku toho byl Erlich nucen odstoupit z postu ministra financí. Zůstal však ve funkci vicepremiéra a měl na starost rozvoj Galileje, arabského sektoru a absorpci imigrantů.
Po volbách v roce 1981 byl jmenován ministrem zemědělství a i nadále byl vicepremiérem. Zemřel v roce 1983.